# Museo d’Arte Orientale (Turin)

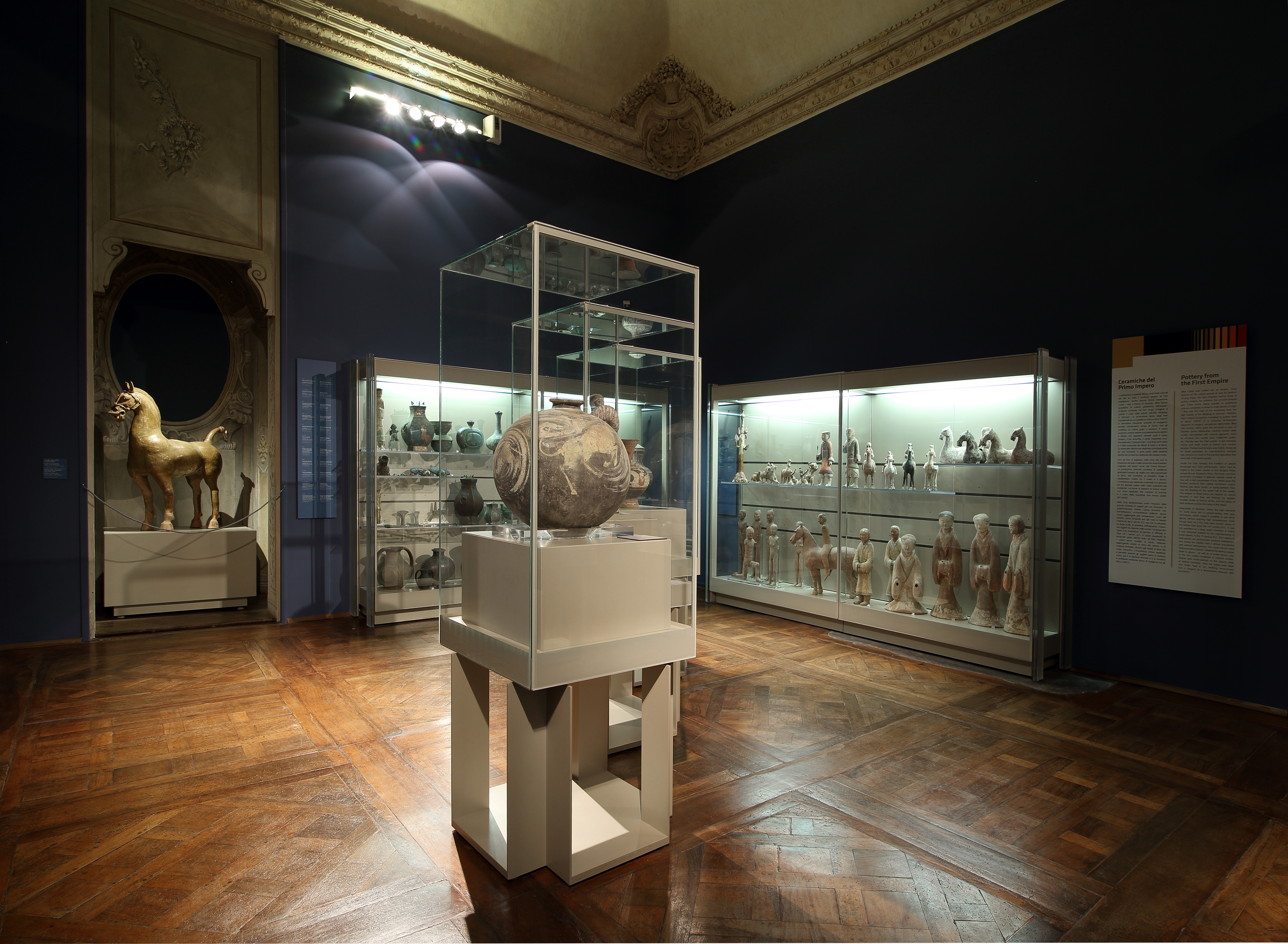
China-Saal

Das Museo d’Arte Orientale (MAO) in der oberitalienischen Stadt Turin ist eines der bedeutendsten Museen für orientalische Kunst in Europa. Es ist im Palazzo Mazzonis, einem Stadtpalais des 17. Jahrhunderts, untergebracht.

## Lage
Das Museum liegt ca. 500 m westlich des Turiner Domes in der Via San Domenico 9–11, 10122 Turin. Die Bushaltestellen „Orfano“ sind nur etwa 80 m entfernt.

## Geschichte
Das Museum fasst mehrere öffentliche und private Sammlungen orientalischer Kunst zusammen und öffnete seine Pforten im Dezember 2008.

## Abteilungen
Das Museum ist in die Abteilungen China, Gandhara, Himalaya, Indien, Islam, Japan und Südostasien (Thailand, Kambodscha, Vietnam, Laos) unterteilt.